# جزیره ترن (هاوایی)

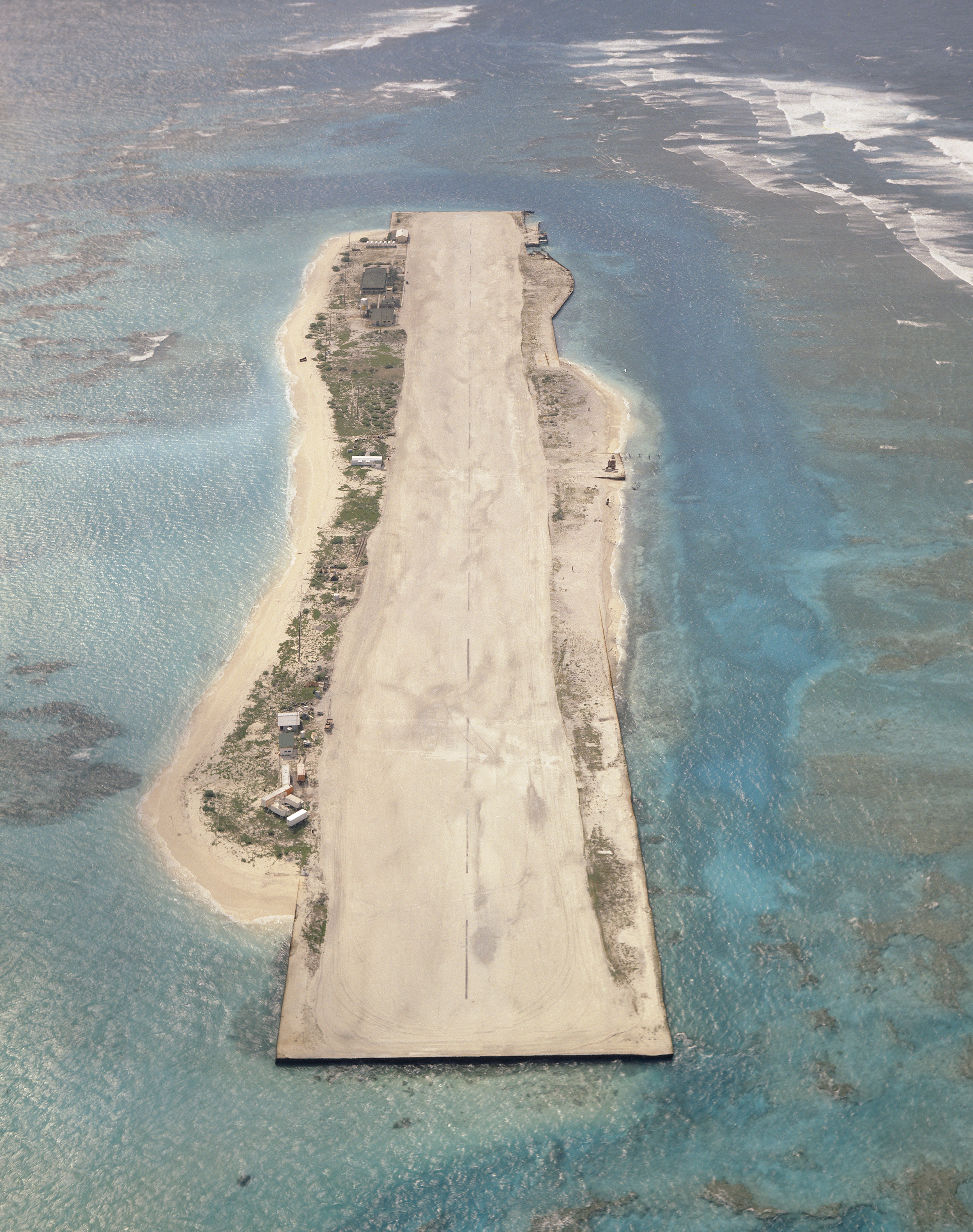
جزیره ترن‌

جزیره ترن‌ (انگلیسی: Tern Island) در منطقه کم‌عمق فرانسوی در شمال غربی جزایر هاوایی و ۴۹۰ مایلی اوآهو قرار دارد. این جزیره ۱۰۵،۲۷۶ مترمربع وسعت دارد و زیستگاه ۱۸ گونه از پرندگان دریایی، لاک‌پشت سبز و فک راهب هاوایی است. این جزیره ایستگاه میدانی یادبود ملی دریایی پاپاهانوموکووآکئا متعلق به خدمات شیلات و حیات‌وحش ایالات متحده است.